# North Narrabeen
North Narrabeen é um subúrbio do norte de Sydney, no estado da Nova Gales do Sul, na Austrália, situado a 25 quilômetros ao norte do distrito empresarial central de Sydney, na área do governo local do Conselho de Northern Beaches. North Narrabeen integra a região Northern Beaches. Em 2011, sua população era de 5 279 habitantes. Tem como código postal 2101.